# Egyptian Exchange
Der Egyptian Exchange (EGX) besteht aus zwei Börsen in Kairo und Alexandria, die beide vom selben Verwaltungsrat verwaltet werden und über dasselbe Handels-, Clearing- und Abwicklungssystem verfügen. Sie ist die primäre Wertpapierbörse des Landes Ägypten. 

## Geschichte
Die Börse von Alexandria wurde 1883 und die von Kairo 1903 gegründet. Die Vereinheitlichung des Handels zwischen den Börsen in Kairo und Alexandria besteht seit dem Jahr 1996. Im Jahre 2008 wurden die beiden Börsen schließlich unter dem Namen Egyptian Exchange zusammengeschlossen.

## Besteuerung
Transaktionen an der Börse unterliegen nicht der Kapitalertragsteuer. Dividenden, die von börsennotierten Unternehmen an die Aktionäre ausgeschüttet werden, sind steuerfrei. Im Jahr 2013 wurde jedoch eine Kapitalgewinnsteuer von 10 % auf Fusionen und Übernahmen an der Börse erhoben. Im Jahr 2013 gab das Finanzministerium bekannt, dass die Regierung beabsichtige, eine auf Fusionen und Übernahmen erhobene Kapitalgewinnsteuer von 10 Prozent sowie eine geplante Steuer auf Bardividenden zu streichen.

## Indizes
Der Leitindex der Börse ist der EGX 30 Index, welcher die 30 größten Unternehmen der Börse umfasst.

## Mitgliedschaften
Die Börse ist Mitglied in:
- Federation of Euro-Asian Stock Exchanges
- World Federation of Exchanges[4]
- African Securities Exchanges Association
- Arab Federation of Exchanges[5]
- Sustainable Stock Exchanges Initiative